# Octavian Goga

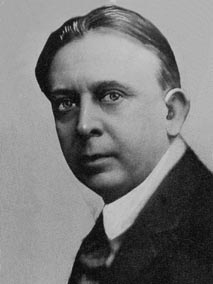
Octavian Goga

Octavian Goga (* 1. April 1881 in Rășinari, Österreich-Ungarn; † 7. Mai 1938 in Ciucea) war ein rumänischer Dichter, Dramenautor, pro-nationalsozialistischer und antisemitischer Politiker sowie Ministerpräsident des Landes.

## Leben
Octavian Goga wurde in Siebenbürgen geboren und war ein glühender rumänischer Patriot und Nationalist. Seit dem Anschluss Siebenbürgens an Rumänien war er mehrfach Minister in verschiedenen konservativen Regierungen. Im Dezember 1937 wurde er Ministerpräsident. Er wird als der erste rumänische Staatsmann betrachtet, der dank einer unverhohlenen antisemitischen Politik an die Macht kam. Die durch seine Regierung verabschiedeten Gesetze von 1938 nahmen einem Drittel Rumänen jüdischer Herkunft die bürgerlichen Rechte. Zwar wurde Goga nach kaum 40 Tagen durch König Karl II. entlassen, doch blieben die antisemitischen Gesetze auch unter seinem Nachfolger Miron Cristea in Kraft. 
Goga war Freimaurer; er versuchte im Jahr 1929, nach deutschem Vorbild einen christlich-freimaurerischen Block innerhalb der rumänischen Freimaurerei zu begründen. Die heutige Freimaurerloge in Hermannstadt trägt den Namen Octavian Goga.
Als Lyriker war Goga sozial engagiert und benutzte eine archaisierende Sprache mit vielen mundartlichen Ausdrücken. Er stellte das ländliche Leben der rumänischen Bauern in Siebenbürgen in den Mittelpunkt seiner Dichtung. Seine Dichtung wurde von den Zeitgenossen begeistert aufgenommen, einige seiner Gedichte wurden sogar zu Volksliedern. Auch im kommunistischen Rumänien nach 1947 war die Begeisterung für Gogas Dichtung nicht erloschen: es erschienen mehrere Ausgaben seiner Werke und zahlreiche Monographien. Auch wenn der Antisemitismus in seiner Politik deutlich ist, spiegelt sich dieser trotzdem in seinen Werken nicht wider. Seine Dichtung wird auch heute in Rumänien noch hoch geschätzt.
Octavian Goga hatte zahlreiche Werke bedeutender ungarischer Schriftsteller wie Endre Ady (mit dem er auch persönlich eng befreundet war), Sándor Petőfi und Imre Madách ins Rumänische übersetzt.

## Werke
- Poezii, Budapest 1905
- Din umbra zidurilor (Im Schatten der Mauern), Bukarest 1910
- Ne cheamă pămîntul (Die Erde ruft uns), Bukarest 1911
- Opere (Gesammelte Werke), 1 - 2, Bukarest 1967
- Übersetzung ins Deutsche: Meine Lieder. Ausgewählte Gedichte (Übersetzt von Franz Johannes Bulhardt), Bukarest 1988